# Nukuʻalofa
Nukuʻalofa è la capitale di Tonga.

## Storia

### L'arrivo degli europei

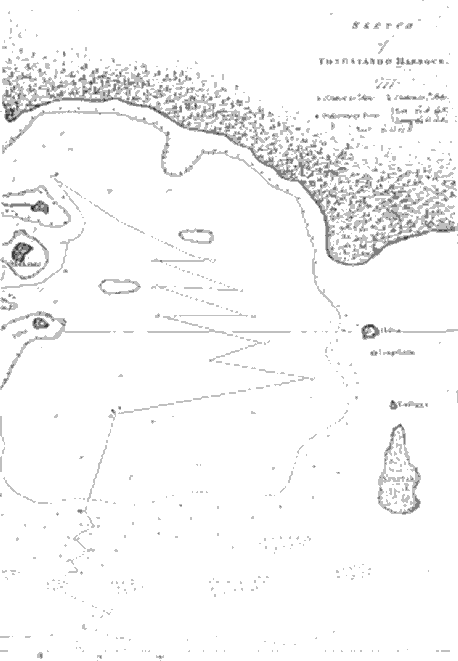
La prima mappa conosciuta del porto di Tongatapu, disegnata dal capitano Cook nel 1777. La mappa mostra chiaramente la baia di Nukuʻalofa e la sua posizione di ancoraggio vicino a Pangaimotu.

Il 10 giugno 1777, il capitano britannico James Cook scrisse del suo arrivo alla baia di Nukuʻalofa, riconosciuta oggi grazie alla sua mappa. Cook non usò mai il nome Nukuʻalofa, ma menzionò l'isola di Pangaimodoo (Pangaimotu) che si trovava a est della sua posizione di ancoraggio. Il capitano scrisse anche di aver viaggiato in canoa per visitare Mooa (Mu'a). Il riferimento alla sua mappa mostra che deve essere sbarcato e aver soggiornato nell'area di Siesia, la parte orientale dell'odierna Nukuʻalofa. 
Il primo resoconto scritto di Nukuʻalofa è riportato nel libro dedicato alle Tonga di George Vason, pubblicato nel 1810. George Vason era un missionario inglese della London Missionary Society, che arrivò a Tonga nel 1797.
Il secondo reseconto più antico è di William Mariner, pubblicato nel 1817. Mariner descrisse le sue esperienze durante gli anni in cui fu figlio adottivo di Fīnau ʻUlukālala (1806-1810). Descrisse la guerra civile e l'assedio del Forte di Nukuʻalofa, che cadde sotto `Ulukālala e i suoi guerrieri.
Il terzo tentativo dei missionari cristiani fu registrato nell'aprile del 1826, quando due missionari tahitiani di Londra furono arrestati da Tupou, capo di Nukuʻalofa. 
L'arrivo dei missionari metodisti a Nukuʻalofa nel 1827 rafforzò la fede cristiana. La persecuzione subita dai cristiani a Hihifo e Hahake costrinse molte persone a cercare rifugio a Nukuʻalofa.
La Spedizione di Wilkes incontrò re Aleamotuʻa nel 1840.
La fase finale dell'arrivo del cristianesimo a Tonga fu l'arrivo di Padre Chevron nel 1842. Scrisse di essere arrivato a Nukuʻalofa nel 1842 e di aver incontrato Tuʻi Kanokupolu Aleamotuʻa.
In conclusione, questi sbarchi trasformarono Nukuʻalofa da un piccolo villaggio e fortezza nel centro di Tonga durante l'introduzione del cristianesimo. Fin dai primi documenti su Nukuʻalofa, gli scrittori si riferirono all'insediamento come Noogollefa (1797), Nioocalofa (1806), Nukualofa (1826 dai metodisti) e Noukou-Alofa (1842 dai preti cattolici francesi). Non vi è alcuna menzione di un altro nome per l'insediamento.

### Storia recente
La riorganizzazione di Nukuʻalofa ha diviso la città in tre aree distrettuali principali: Kolomotuʻa, Kolofo'ou e Maʻufanga.
La capitale ha subito ingenti danni a seguito dell'eruzione dell'Hunga Tonga del 2022.

## Geografia fisica
È situata nella parte settentrionale dell'isola di Tongatapu, su uno stretto istmo affacciato a nord sull'Oceano Pacifico e a sud sulla laguna di Fanga'uta.

## Clima
| Nuku'alofa          | Mesi | Mesi | Mesi | Mesi | Mesi | Mesi | Mesi | Mesi | Mesi | Mesi | Mesi | Mesi | Stagioni | Stagioni | Stagioni | Stagioni | Anno  |
| Nuku'alofa          | Gen  | Feb  | Mar  | Apr  | Mag  | Giu  | Lug  | Ago  | Set  | Ott  | Nov  | Dic  | Inv      | Pri      | Est      | Aut      | Anno  |
| ------------------- | ---- | ---- | ---- | ---- | ---- | ---- | ---- | ---- | ---- | ---- | ---- | ---- | -------- | -------- | -------- | -------- | ----- |
| T. max. media (°C)  | 29,3 | 29,7 | 29,1 | 28,2 | 26,1 | 25,1 | 23,9 | 24,2 | 25,1 | 25,9 | 27,0 | 28,2 | 29,1     | 27,8     | 24,4     | 26,0     | 26,8  |
| T. min. media (°C)  | 22,5 | 22,9 | 22,6 | 21,8 | 20,2 | 19,8 | 18,6 | 18,7 | 19,1 | 19,6 | 20,5 | 21,5 | 22,3     | 21,5     | 19,0     | 19,7     | 20,7  |
| Precipitazioni (mm) | 190  | 225  | 217  | 157  | 107  | 91   | 90   | 112  | 120  | 122  | 104  | 155  | 570      | 481      | 293      | 346      | 1 690 |

## Infrastrutture e trasporti
La città ha un aeroporto internazionale (Nuku'alofa - Fuaamotu International Airport).

## Monumenti
L'attrazione principale è il palazzo reale, situato sul lungomare nel centro della città. Costruito in Nuova Zelanda nel 1867 in stile vittoriano e poi trasportato sull'isola, il palazzo non è aperto al pubblico.
Nei pressi del palazzo si trova il Pangao Si'i, un parco pubblico all'interno del quale si trovano in un'area riservata le tombe (Mala'ekula) di tutti i reali di Tonga.